# 로열 홀러웨이

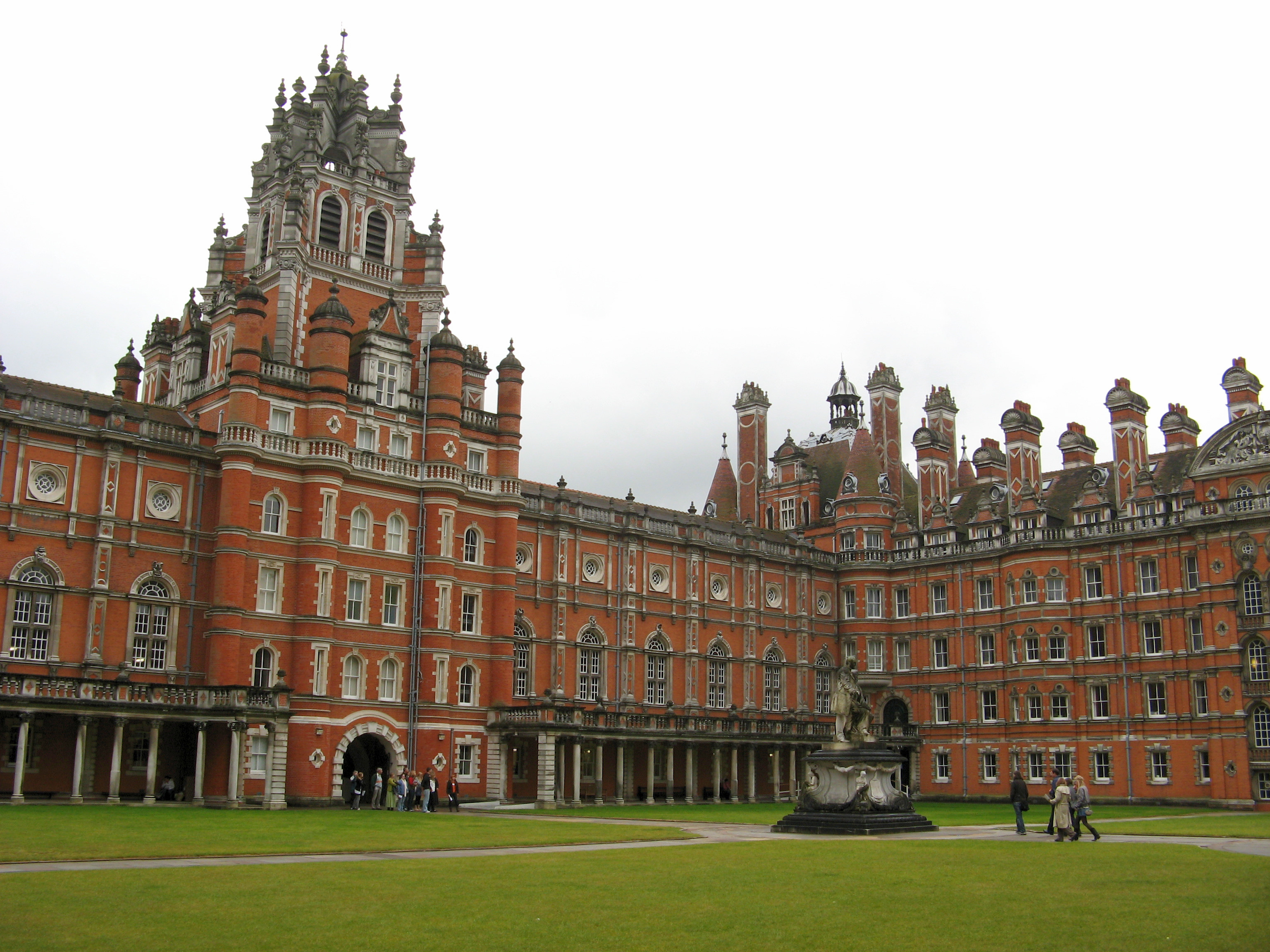

로열 홀러웨이(Royal Holloway, University of London)은 영국 런던 대학교(University of Lodon) 소속의 대학 중 하나로 런던 외곽의 에그햄 지역에 자리하고 있다. 또한, 로열 홀러웨이 대학은 유니버시티 칼리지 런던 (UCL), 킹스 칼리지 런던 (KCL), 런던 정치 경제 대학교 (LSE) 와 더불어 런던 대학교 소속 19개 대학중 가장 큰 4개의 단과대학중 하나이다. 로열 홀러웨이 대학은 영국 내 Top 소규모 연구중심대학 연합체인 1994 Group에 속해있으며, 대규모 연구중심대학 연합체인 Russell Group소속 대학들과 함께 영국내 Tier 1인 옥스포드, 캠브릿지 대학교에 이어 명실상부한 영국내 Tier 2에 속하는 대학중 하나이다.

## 역사
로열 홀러웨이는 여자대학으로 1849년에 설립된 베드포드 칼리지와 1879년에 설립된 로열 홀러웨이 칼리지가 1985년에 통합되면서 지금의 로열 홀러웨이 대학교가 되었다. 로열 홀러웨이라는 이름은 이 대학의 설립자인 토머스 홀러웨이의 이름을 딴 것이며, 당시 빅토리아 여왕이 이 대학의 이름 앞에 '로열(Royal)'이라는 칭호를 하사하여 지금의 정식명칭인 로열 홀러웨이가 되었다.
전신은 여자대학이었지만 1965년부터 남학생의 입학을 허용하면서 현재 로열 홀러웨이 대학에는 9000명이 넘는 학생이 학부와 대학원에서 수학하고있으며 전체 학생중 20%는 70여개국에서 온 외국학생들이다. 남녀 모두 입학이가능한 종합대학이 되었으며 로열 홀러웨이 대학은 미디어, 인문학 분야에 특히 세계적으로 명성이 높으며 상경계열에서도 상승세인 대학이다. 로열 홀러웨이 대학교는 대한민국의 고려대학교와 교류협정을 통해 매년 많은 대한민국의 유학생들이 로열 홀러웨이 대학을 방문하고있다.
또한 영문학과 문예창작학의 경우 미국의 아이비리그 대학 중에서도 최고 명문 대학인 예일대학교(Yale University)와 석사 교류를 맺고 있어 우수한 학점을 취득하며 졸업한 학생의 경우 예일대로의 석사과정을 진행할 수 있는 학업적 편이성이 조성되어 있다.
로열 홀러웨이 대학의 캠퍼스는 영국내에서도 가장 아름다운 캠퍼스 중 하나로 손꼽히고 있다. 캠퍼스는 에검(Egham)에 위치하여 있으며, 런던에서는 약 기차로 30분 거리로 약 19마일 떨어져있으며, 가장 친근하고 수려한 주변환경으로 유명하다 또한 기차역에서 캠퍼스와의 거리가 가까워 접근성이 용이하다.

## 순위

### 세계 대학 순위
- Times Higher Education World University Rankings 2014 : 102위